# جائزة زايد لطاقة المستقبل

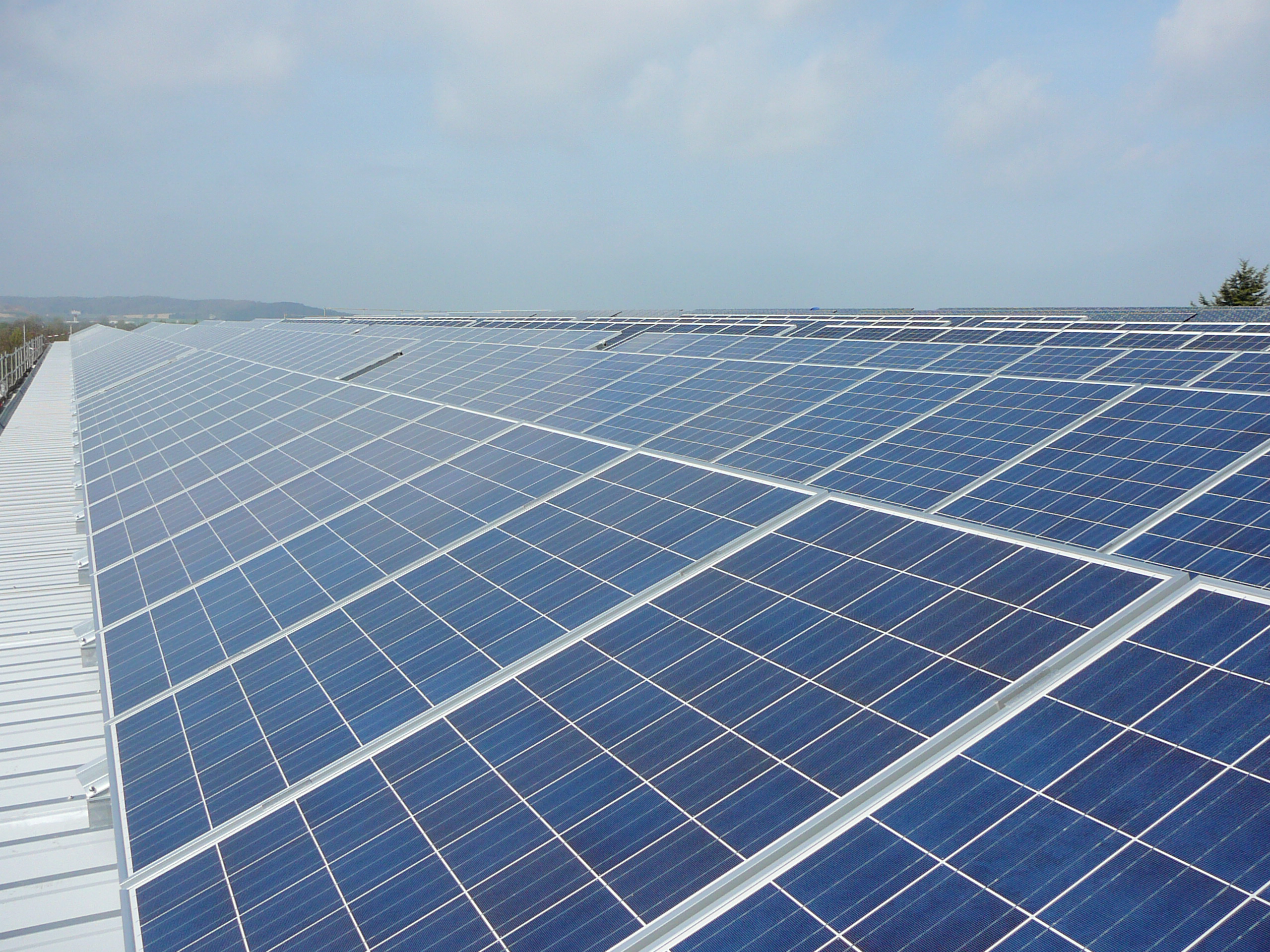
الواح شمسية

جائزة زايد لطاقة المستقبل هي جائزة في مجال الطاقة تقدمها شركة مصدر التي هي إحدى شركات شركة مبادلة للتنمية وقد أعلن عنها محمد بن زايد آل نهيان خلال القمة العالمية لطاقة المستقبل في 2008. وتم تسليم أول جائزة منها في 2009. وتمنح سنويا لثلاث فئات، الشركات الصغيرة والمتوسطة والمنظمات غير الحكومية، والشركات الكبيرة، ولأفضل إنجاز شخصي للأفراد، في المجالات المتعلقة بمكافحة التغير المناخي وفي مجال تطوير مصادر الطاقة المستدامة. كما تم تأسيس فئة رابعة في العام 2011 هي الجائزة العالمية للمدارس الثانوية، وتخضع الطلبات المقدّمة إلى التقييم بناءً على أربعة معايير أساسية هي: التأثير، والرؤية طويلة الأمد، والقيادة، والابتكار، وذلك في الفئات التالية: الشركات الصغيرة والمتوسطة والمنظمات غير الحكومية، والشركات الكبيرة، وأفضل إنجاز شخصي في الحياة، والمدارس الثانوية. وتبلغ قيمة الجائزة 2,2 مليون دولار وقد تم رفعها إلى 4 ملايين دولار من عام 2012. موزعة على الشكل التالي، الشركات الكبيرة لا يتم تقديم جائزة نقدية وتكون الجائزة تقديرية فقط، المؤسسات الصغيرة والمتوسطة 1.5 مليون دولار، المنظمات غير الحكومية 1.5 مليون دولار، جائزة أفضل إنجاز شخصي للأفراد 0.5 مليون دولار، الجائزة العالمية للمدارس الثانوية 0.5 مليون دولار تمنح لخمس مدارس في مناطق مختلفة. والمدير العام للجائزة هو سلطان أحمد الجابر المدير التنفيذي لمبادلة.

## تاريخ الجائزة
- في دورات 2009 و2010 و2011 تم تسليم جائزة واحدة للفئات التالية: الأفراد والشركات والهيئات غير الحكومية. وفي دورة 2012 سيتم تقديم جائزة لإحدى الشركات الصغيرة والمتوسطة والمنظمات غير الحكومية وأخرى لإحدى الشركات الكبيرة وأخرى لأحد الأفراد.
- في عام 2018 تم الإعلان عن تطوير جائزة زايد لطاقة المستقبل لتصبح “جائزة زايد للاستدامة”، وذلك بغرض تطوير أهداف الجائزة وتوسيع آفاق ومجالات تركيزها و أضافت الجائزة إلى فئاتها قطاعات لتعزيز تأثيرها على المستوى الإنساني.[5][6]

## أهداف الجائزة
تهدف الجائزة إلى تكريم المشاريع والإنجازات التي تعكس الإلتزام بالإبتكار والرؤية المستقبلية والريادة في مجال الطاقة المتجددة والتقنيات النظيفة، كما تسعى إلى تقدير الجهود التي تحقق تأثيراً ملموساً في التنمية المستدامة وتقديم حلول فعالة للتحديات العالمية، بما يعزز أمن الطاقة وحماية البيئة والتصدي لتغير المناخ.

## فئات الجائزة
في عام 2018 تم تعديل فئات “جائزة زايد للاستدامة”لتصبح:
- الصحة
- الغذاء
- الطاقة
- المياه
- العمل المناخي
- المدارس الثانوية العالمية

## لجنة التحكيم
تضم لجنة التحكيم خبراء عالميين في مجال الاستدامةومن أبرزهم:
- أولافور راغنار غريمسون الرئيس السابق لجمهورية آيسلندا وهو رئيس لجنة التحكيم لجائزة زايد للاستدامة
- د. ثاني بن أحمد الزيودي عضو مجلس الوزراء، دولة الإمارات العربية المتحدة وزير دولة للتجارة الخارجية
- شما بنت سهيل بن فارس المزروعي وزيرة تنمية المجتمع
- مريم حارب المهيري رئيس مكتب الشؤون الدولية في ديوان الرئاسة
- أحمد بن علي الصايغ وزير دولة، الإمارات العربية المتحدة
- عدنان أمين الرئيس التنفيذي لمكتب (COP28)
- د. نوال الحوسني المندوب الدائم لدولة الإمارات العربية المتحدة لدى الوكالة الدولية للطاقة المتجددة
- السير ريتشارد برانسون مؤسس مجموعة فيرجن
- د. أندرياس جاكوبس رئيس مجلس إدارة إنسياد
- وانج تشوان فو مؤسس ورئيس تنفيذي ورئيس مجلس إدارة “بي واي دي
- هندو أومارو ابراهيم رئيسة جمعية نساء الشعوب الأصلية وشعوب تشادالرئيسة المشاركة للمنتدى الدولي للشعوب الأصلية المعني بتغير المناخ
- الدكتور المهندس كريستيان بروش الرئيس والرئيس التنفيذي لشركة سيمنس للطاقة إيه جي

## المعايير التي يتم من خلالها تقييم فئات الجائزة
يتم تقييم فئات جائزة زايد للاستدامة وفقاً لعدة معايير، ومن أبرزها:
- الابتكار
- الأفكار الملهمة
- الأثر الملموس.

## الفائزون
| السنة | الفائز | البلد                              |
| ----- | --- | ---------------------------------- |
| 2009  | ديبال باروا، مؤسس ورئيس مؤسسة برايت غرين اينيرجي                                                                    | بنغلاديش                           |
| 2010  | شركة تويوتا للسيارات                                                                                                | اليابان                            |
| 2011  | فيستاس | الدنمارك                           |
| 2017  | جائزة الإنجاز الشخصي للأفراد: لي جونفينج جائزة الشركات الكبيرة: جنرال إلكتريك جائزة الشركات الصغيرة والمتوسطة: سونن | الصين · الولايات المتحدة · ألمانيا |

### الفائزين بالجائزة عام 2024
الفائزين بالجائزة عام 2024 هم :
- فئة العمل المناخي  شركة "كيلب بلو" من ناميبيا
- فئة الصحة منظمة الأطباء للرعاية "DoctorSHARE" الإندونيسية
- فئة الغذاء  منظمة "منتدى غزة للزراعة الحضرية وشبه الحضرية" من فلسطين
- فئة الطاقة شركة "إغنايت باور" من رواندا
- فئة المياه  منظمة "الماء والحياة" الفرنسية
- فئة المدارس الثانوية العالمية (في 6 مناطق جغرافية)

مدرسة الحرية للأداء العالي (بيرو) عن منطقة الأمريكيتين
أكاديمية جواني ابراهيم دان هاجا (نيجيريا) عن منطقة أفريقيا جنوب الصحراء الكبرى
المدرسة الدولية (المغرب) عن منطقة الشرق الأوسط وشمال أفريقيا
معهد نورث فليت تكنولوجي (المملكة المتحدة) عن منطقة أوروبا وآسيا الوسطى
مجمع كورت التعليمي (باكستان) عن منطقة جنوب آسيا
مدرسة بكين 35 الثانوية (الصين) عن منطقة شرق آسيا والمحيط الهادئ.

### الفائزون  بالجائزة عام 2025
الفائزون  بالجائزة لعام 2025 هم:
- فئة الصحة: بيري وينكل تكنولوجيز (الهند)
- فئة الغذاء: نافارم فودز (نيجيريا)
- فئة الطاقة: بالكي موتوروز (بنغلاديش)
- فئة المياه: سكاي جوس فاونديشن (أستراليا)
- فئة العمل المناخي: أوبن ماب ديفلوبمنت (تنزانيا)
- فئة المدارس الثانوية العالمية (في 6 مناطق جغرافية)

منطقة الأمريكيتين: سينترو دي استديوس تكنولوخيكوس ديل مار 7 (المكسيك)
إفريقيا جنوب الصحراء الكبرى: سكافيا الإسلامية سينيور الثانوية (غانا)
الشرق الأوسط وشمال إفريقيا: مدرسة الأرض السعيدة العالمية أبوظبي (الإمارات)
أوروبا وآسيا الوسطى: المدرسة الرئاسية في طشقند (أوزبكستان)
منطقة جنوب آسيا: جاناميتري ملتيبل كامبس (نيبال)
شرق آسيا والمحيط الهادئ: تي باو راكاي هوتو (نيوزلندا)

## التأثير الإيجابي العالمي للجائزة
حققت الجائزة في عام 2018 رقماً قياسياً في عدد طلبات الاشتراك بلغ 2296 طلب مشاركة من أكثر من 112 دولة حول العالم ومن أهم الإنجازات التي تحققت:
- ساهمت مشاريع الفائزين بالجائزة في تحسين حياة أكثر من 307 ملايين شخصاً حول العالم
- ساهمت المشاريع الفائزة في الحد من انبعاث 1,1 مليار طن من غاز ثاني أكسيد الكربون،
- تمكن 157.4 مليون شخص من الوصول إلى الطاقة المتجددة.
- تمكين 17 مليون طفل من الدراسة ليلا على ضوء مصابيح الطاقة الشمسية
- تمكين 25 مليون شخص من الوصول إلى مصادر حديثة للطاقة في أفريقيا وآسيا
- تزويد 40 مليون منزل بمليار ميجاواط / ساعة من الكهرباء النظيفة
- تمكين 7.1 مليون شخص من الوصول إلى مياه الشرب النظيفة .
- ساهمت المدارس التي فازت بالجائزة ضمن فئة المدارس في توليد 3 ملايين طن / ساعة ، وغيرت حياة 350 ألف شخص للأفضل ، وتفادي انبعاث 2372 طناً من غاز ثاني أكسيد الكربون، وتركيب ألواح شمسية وتوربينات رياح باستطاعة 390 كيلوواط في مدارسهم.
- التأثير الإيجابي لجائزة زايد لطاقة المستقبل على حياة البشر في المجتمعات الفقيرة /مالاوي نموذجاً/حيث فازت سلطة مدرسة خليج نخاتا من مالاوي بجائزة زايد لطاقة المستقبل عن أفريقيا ضمن فئة المدارس عام 2014، وتم استغلال قيمة الجائزة في تأسيس «مركز زايد للطاقة والبيئة»،و إنشاء"أكاديمية زايد للطاقة الشمسية»و توصيل الكهرباء للمستشفيات في القرية .

### تأثير الجائزة العالمي حتى عام 2024
بلغ عدد الفائزين 117 فائزاً حتى 2024 وقد أسهمت حلولهم إيجابياً في حياة 384 مليون شخص حول العالم من خلال:
- 1مليارطن من ثاني أكسيد الكربون تمت إزالتها
- 11مليون شخص حصلوا على مياه شرب آمنة
- 3مليونشخص حصلوا على أطعمة مغذية
- 826,585فرصة عمل تم تأمنيها
- 744,600شخص حصلوا على رعاية صحية ميسورة التكلفة
- 453,000شخص استفادوا من مشاريع المدارس الثانوية

## وصلات خارجية
- الموقع الرسمي
- مدونة جائزة زايد لطاقة المستقبل الرسمية
- صفحة جائزة زايد لطاقة المستقبل الرسمية في فيسبوك  على فيسبوك.
- حساب جائزة زايد لطاقة المستقبل الرسمي في تويتر
- قناة جائزة زايد لطاقة المستقبل الرسمية في يوتيوب